# 옐렉트로자보츠카야역 (아르바츠코포크롭스카야선)
옐렉트로자보츠카야역(러시아어: Электрозаводская)은 모스크바 지하철 아르바츠코 포크롭스카야 선의 역이다. 모스크바 동부 행정 구역인 소콜리나야 고라 지역에 위치하고 있다.
역명의 유래는 인근 모스크바 전기 공장에서 따온 것으로 현재는 3개 공장의 복합물이지만 각각 전기 발전기와 MEZ 및 ATE-1이다. 본 역은 러시아 문화 유산 기념물이다.

## 역사
옐렉트로자보츠카야 역은 1944년 5월 15일에 개통하였다.

## 디자인
근처에 있는 전구 공장의 이름을 따서 명명된 본 역의 예비 배치로는, 천장을 여섯 줄의 원형 백열등으로 덮는 슈코의 아이디어가 포함되었다. 그러나 제2차 세계 대전의 발발로 공사가 재개된 1943년까지 모든 작업을 중단시켰다. 겔프리히와 로진은 전쟁 중 본국 전선의 투쟁이라는 테마를 역에 추가함으로써 설계를 끝냈는데, 이 테마는 게오르기 모토빌로프가 행한 필롱에 12개의 대리석 바스 릴리프가 강조되었다. 역 내부의 나머지는 직사각형 모양의 대리석으로 장식되어 있다.
본 역의 육각형 구조물은 낮은 드럼에 돔형 구조로 되어 있으며, 코너 틈새에는 윌리엄 길버트, 벤자민 프랭클린, 미하일 로모노소프, 마이클 패러데이, 파벨 야블로코프, 알렉산더 포포프가 선구적인 아이디어와 함께 배치시켰다. 역 내부는 밝으면서 붉은 살리에티 대리석으로 한층 더 구멍을 뚫은 형태이다. 아치길의 역사 바깥 부분에는 매티 매니저가 만든 지하철 건설업자들을 위한 조형물이 있다.
본 역의 유산물은 전쟁 전의 예술 데코(Art Deco)를 반영한 스탈린주의 건축물과 콜체바야 선의 전후 상대 건축물을 잇는 가교 역할을 하는 것이었다. 겔프리히와 로진 모두 그들의 업적으로 1946년에 스탈린 상을 받았다.

## 환승
옐렉트로자보츠카야 역에서는 볼샤야 콜체바야 선의 옐렉트로자보츠카야 역으로 환승이 가능하다.

## 사진

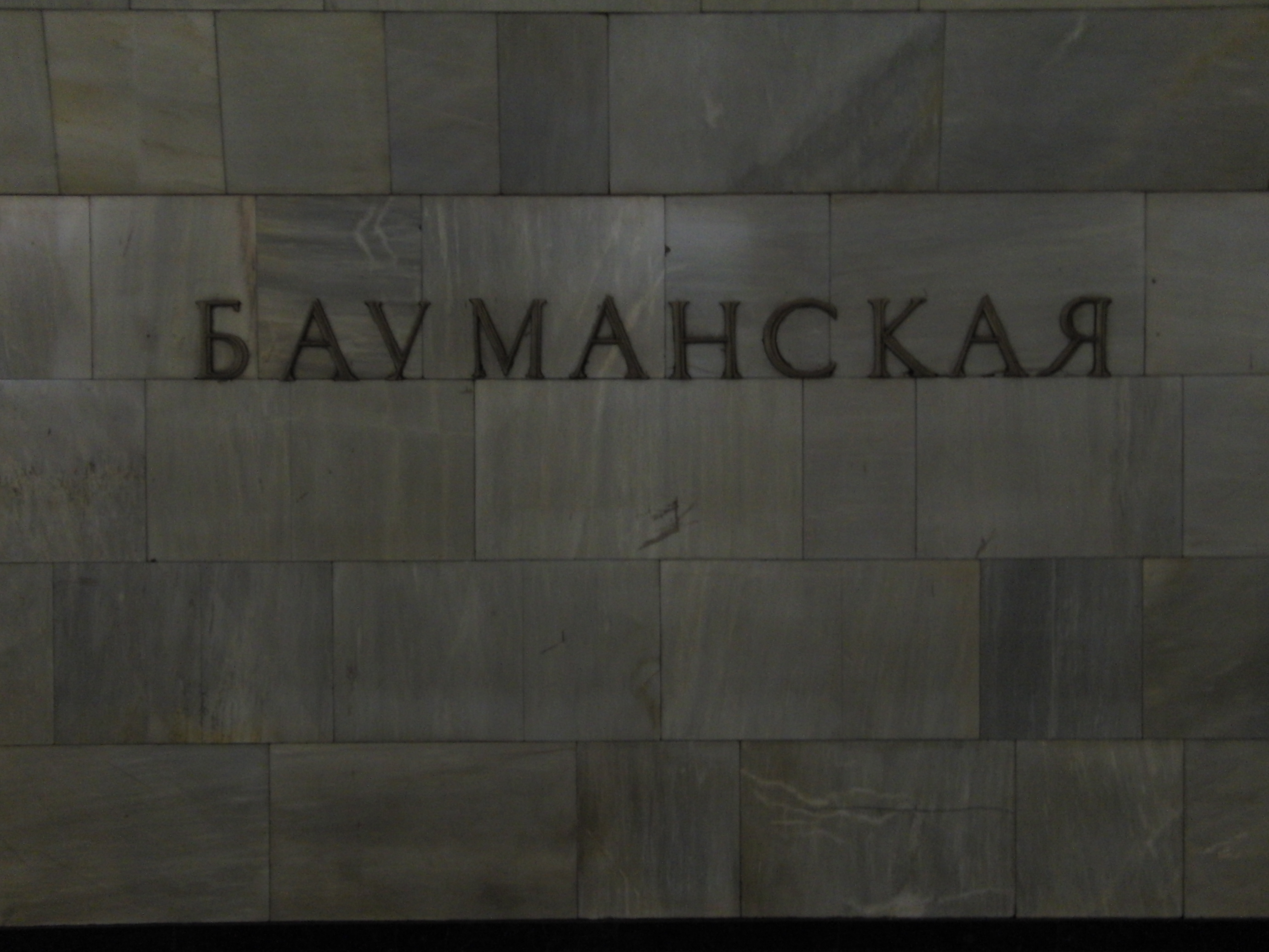
1947년 역 스탬프
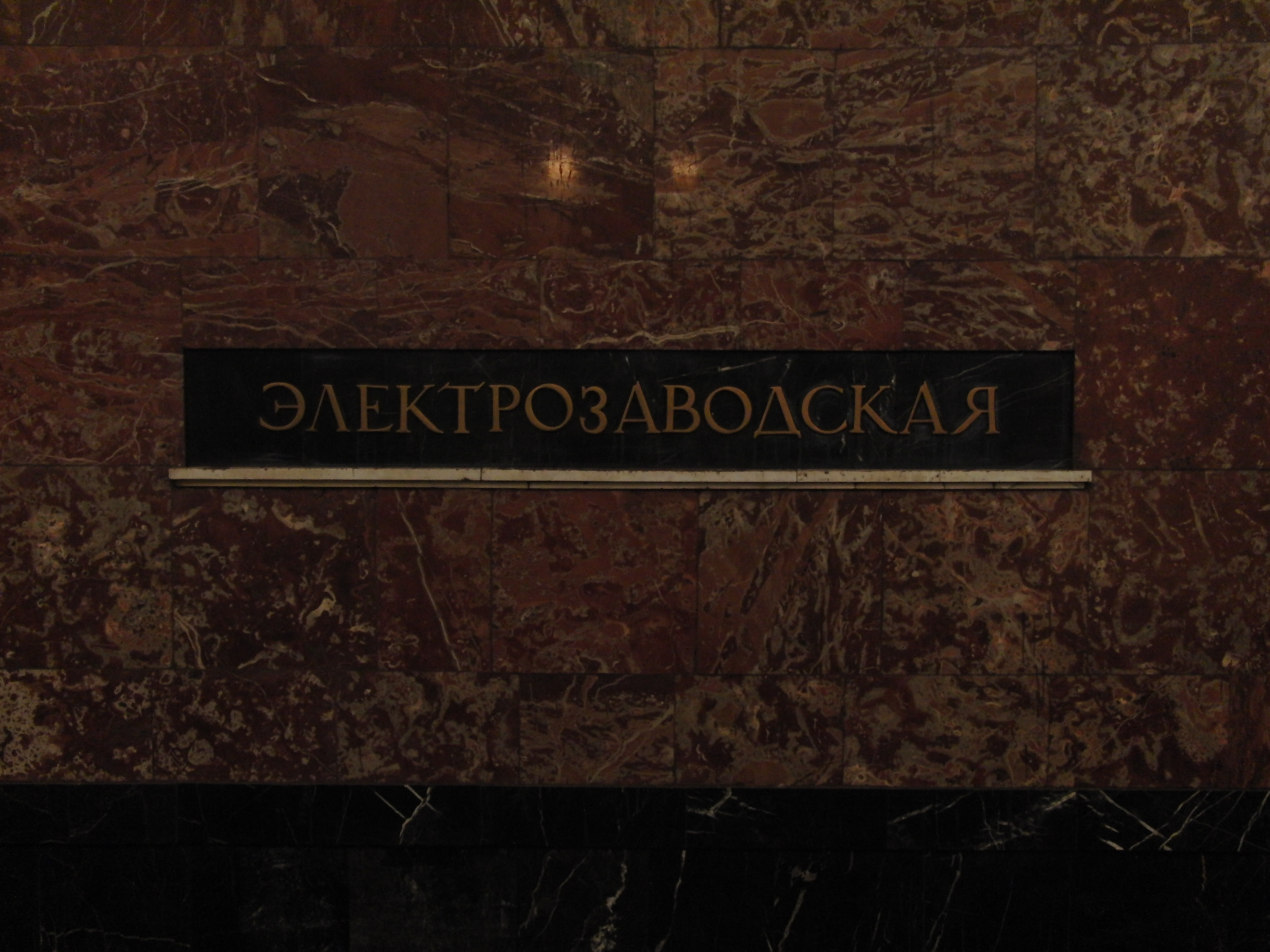
역명판
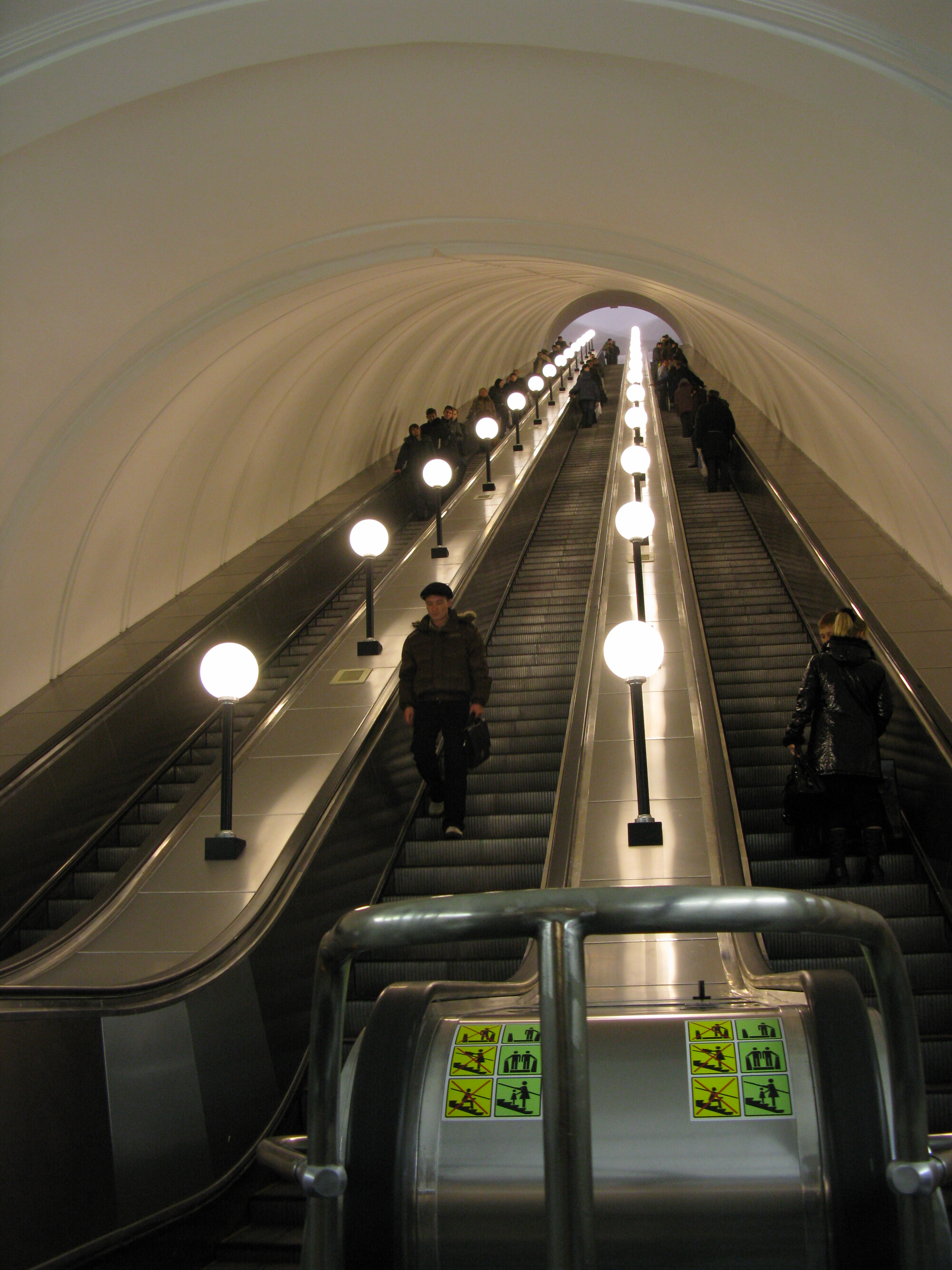
에스컬레이터